# Aleksandr Tamanjan

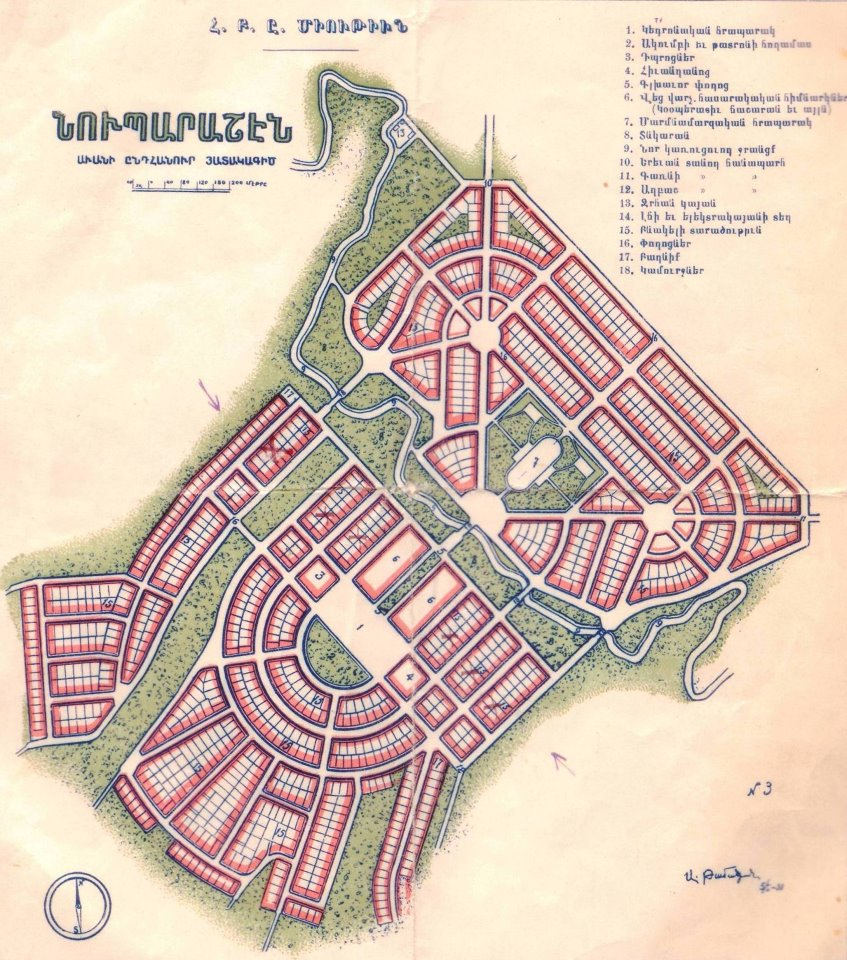
Plan över bosättningen Nubarasjen, numera en stadsdel i Jerevan, 1926

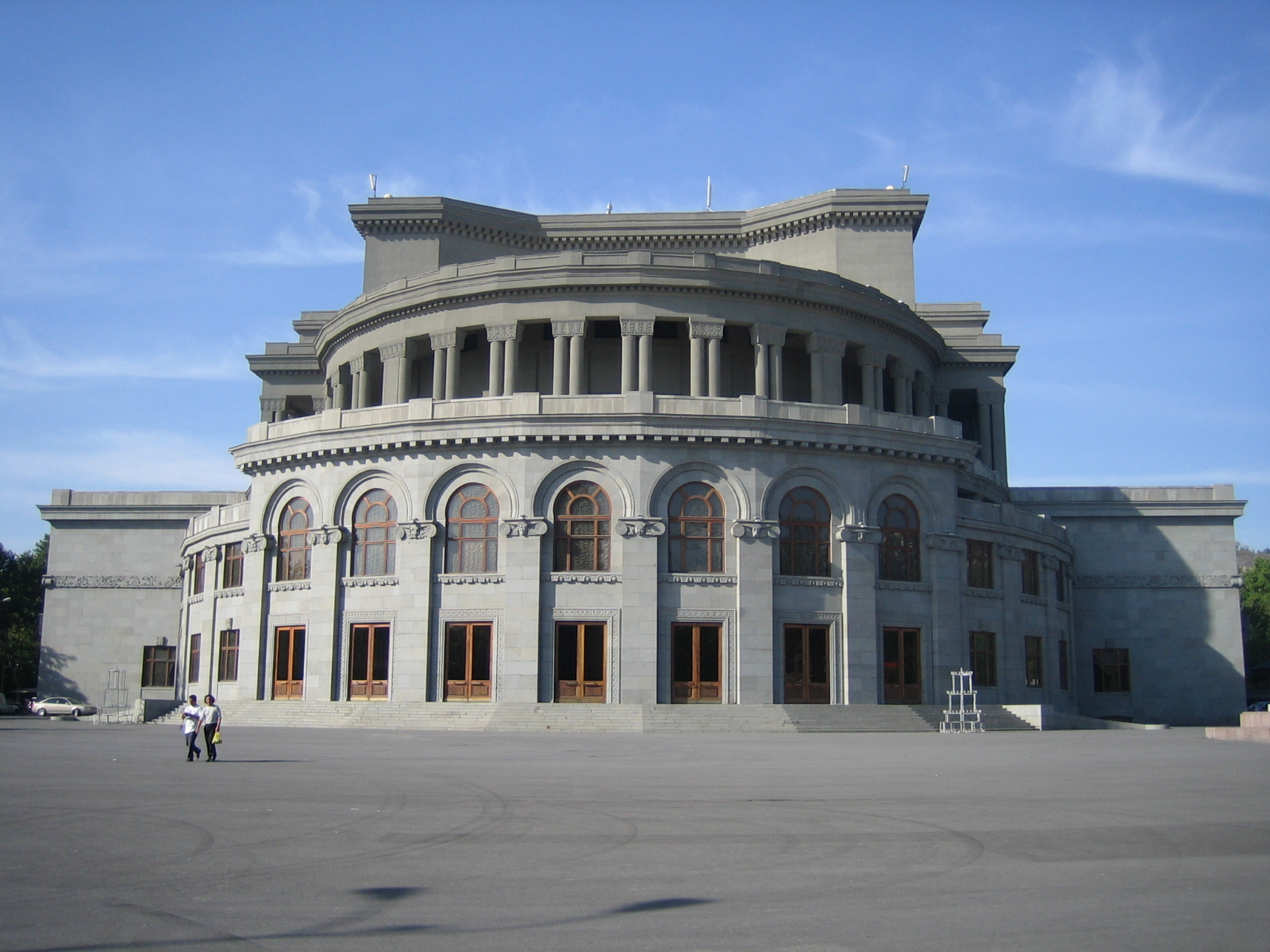
Jerevans operahus

Aleksandr Hovhannesi Tamanyan (armeniska: Ալեքսանդր Հովհաննեսի Թամանյան), född 4 mars (enligt g.s.) (16 mars) 1878 i Jekaterinodar i Nordkaukasus i Kejsardömet Ryssland, död 28 februari 1936 i Jerevan i Armeniska SSR i Sovjetunionen (nu Armenien), var en armenisk arkitekt.
Aleksandr Tamanyan föddes i en bankirfamilj. Han examinerades 1904 från Ryska konstakademien i Sankt Petersburg. Bland hans tidigaste verk finns V. P. Kotjubejs (1768–1834) slott i dåvarande Tsarskoje Selo (nu Pusjkin), 1911–1912, konstnären, furst Sergej Sjtjerbatovs hus vid Novinskijboulevarden i Moskva 1911–1913 samt järnvägsstationen i Prosorovskaja, numera Kratovo 1913–1923.
År 1917 blev han vald till vice ordförande i Ryska konstakademien. År 1923 återvände han till Armenien och Jerevan, där han medverkade i stadens utbyggnad. Han var den ledande ingenjören i Armeniska socialistiska rådsrepubliken och ritade stadsplanerna för Leninakan (idag Gjumri) 1925, Nor Bajazet (nu Gavar), Stepanakert (1926) samt Etjmiadzin 1927–1928. Han var också ansvarig 1924 för Jerevans första generalplan och ritade 1926 stadsplanen för bosättningen Nubarasjen utanför Jerevan. 
Till hans mest kända byggnader hör vattenkraftverket Erges-1 1926 och Jerevans operahus 1926–1941).
Aleksandr Tamanyan var gift med ryskan Camilla Edwards, som tillhörde konstnärsfamiljen Benois och vars far var engelsman. Parets söner Gevorg (1910–1993) och Juli (Jurij) Tamanjan (1922–1993) blev också arkitekter.

## Bildgalleri

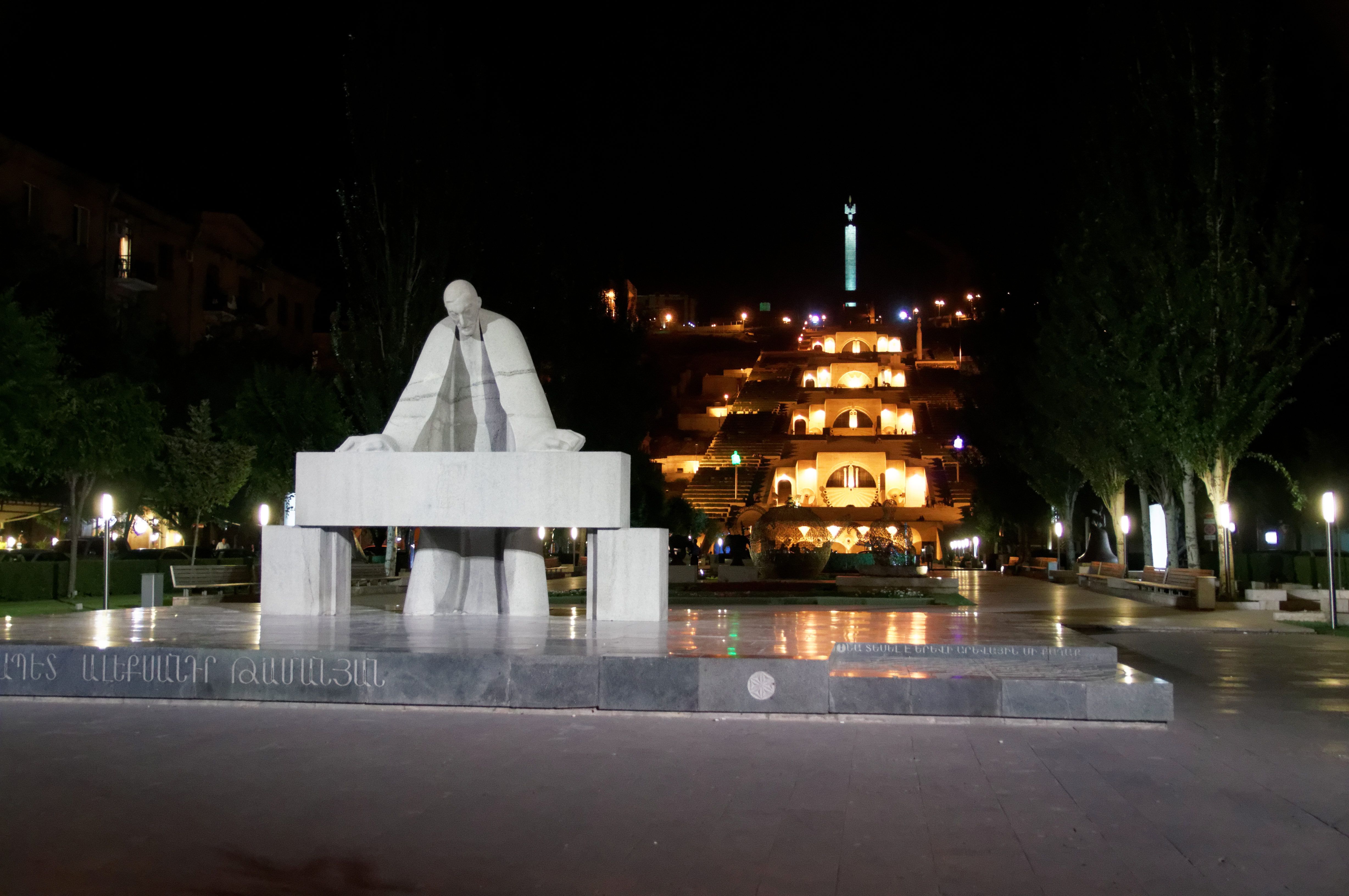
Staty över Aleksandr Tamanjan vid Kaskaden
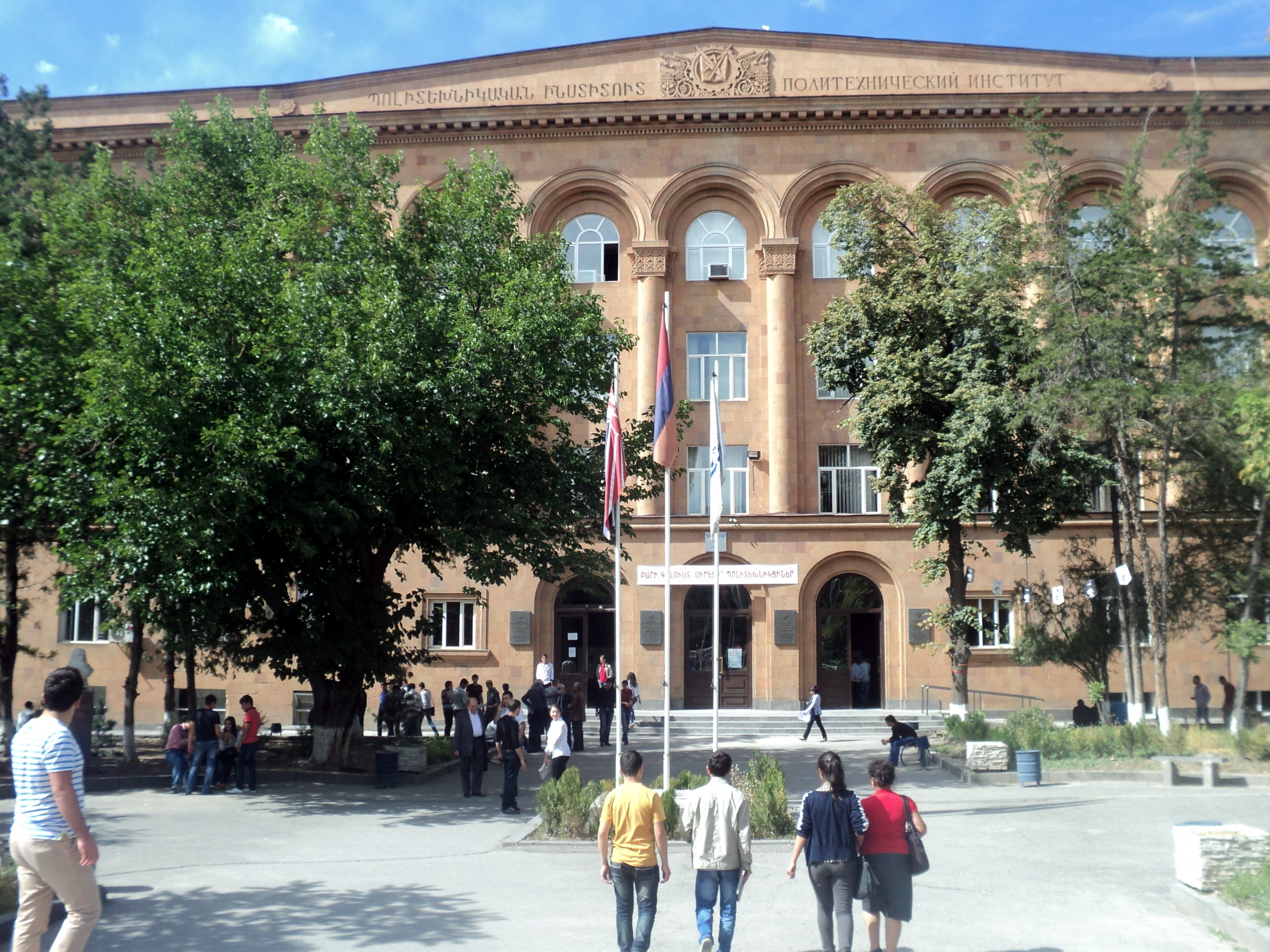
Tekniska universitetet i Jerevan
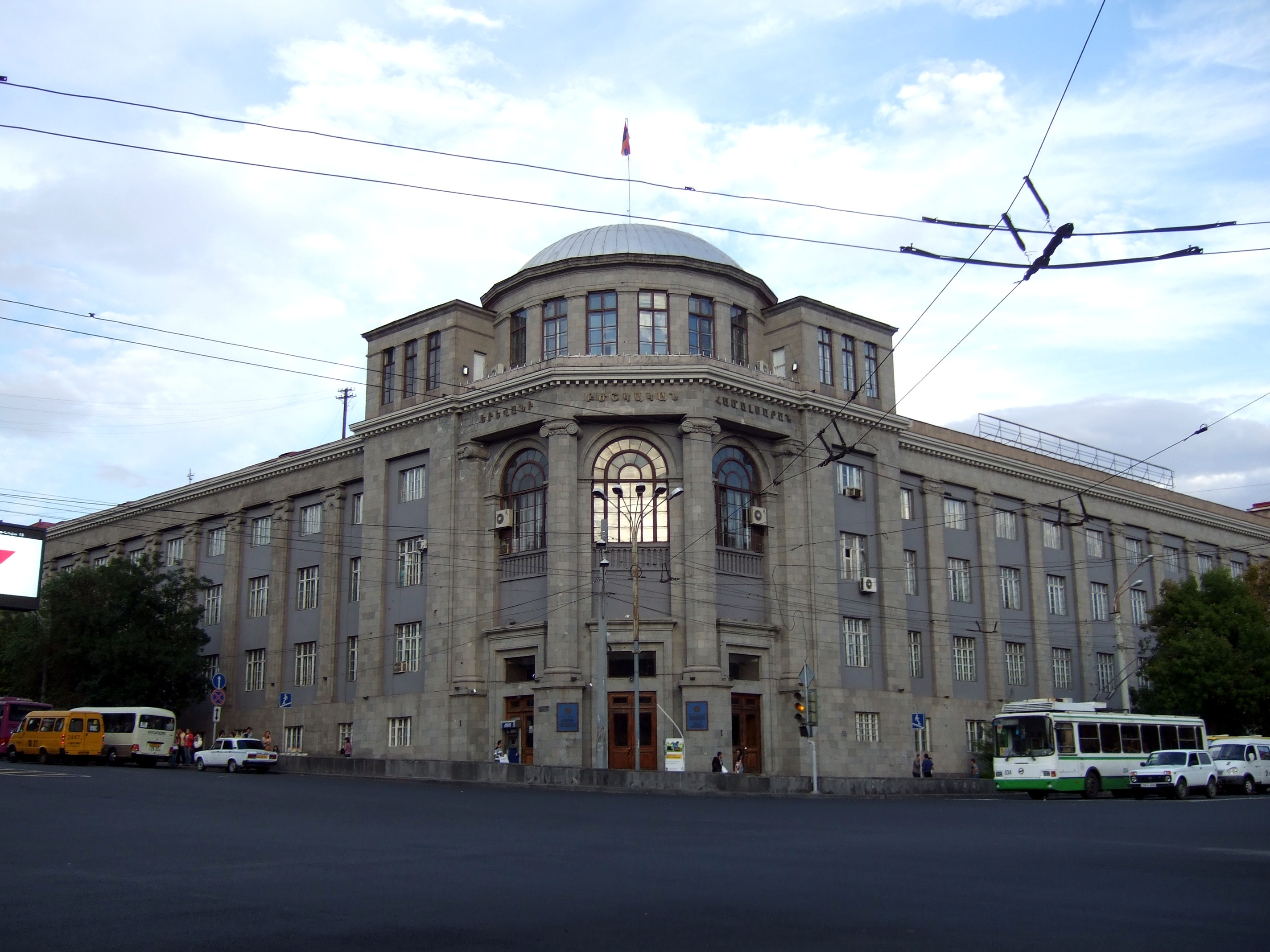
Medicinska universitetet i Jerevan, 1927
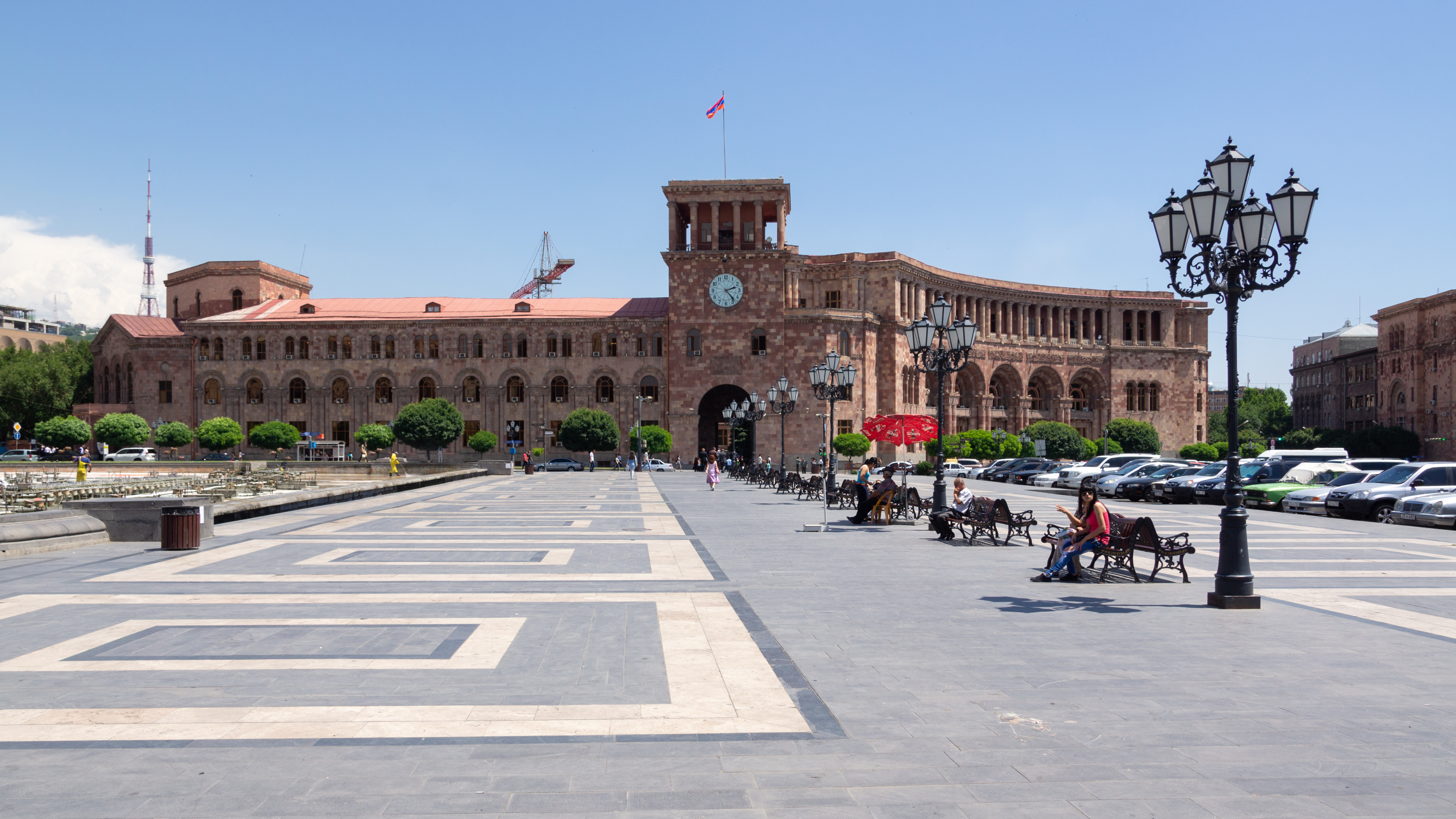
Regeringsbyggnaden i Jerevan, 1941